# Katarina Rešek
Katarina Rešek, més coneguda pel nom artístic КУКЛА (generalment escrit en ciríl·lic en majúscules) o en llatí Kukla, de vegades també amb el cognom Kesherović , és una productora musical i directora eslovena i macedònia. Viu i treballa a Ljubljana

## Vida i carrera

### Música
Va entrar a l'escena musical l'any 2009 amb el grup de música Napravi mi dete, del qual era la cantant principal. Els altres membres del grup eren Etian Nedić, Jelena Rusjan i Neja Tomšič. Més tard, el 2016, aquest projecte musical es va transformar en el projecte КУКЛА. Les cançons "Mitraljez" (2014), "Palma" i "Zvezdana" (2015) i "Napoleon" (2016) es van publicar sota el nom de Napravi mi dete.
Les lletres estan majoritàriament en serbi]. La música es basa en el so electrònic, i s'inspira en artistes com FKA Twigs, Beyoncé, M.I.A, Sevdaliza i Björk, així com en música ètnica i popular de diverses nacions eslaves i música pop sèrbia de l'època [[[Slobodan Milošević|Milošević]]. La pròpia artista anomena la barreja única de gèneres "slavic gangsta geisha pop".
A principis de gener de 2019, va llançar el seu àlbum de música de debut titulat Katarina. Ha estat valorada positivament per Mladina i Radio Študent.

### Direcció
Katarina Rešek també es dedica a la direcció. Va completar els seus estudis de direcció de cinema i televisió a l'AGRFT. Ha dirigit les pel·lícules: Kratki rezi (2019), Miss 3000 (2014), Plavanje (2014), Moje ime je ogledalo (2013). El 2013 va rebre el premi "Rits d'or per al documental" per la pel·lícula Moje ime je ogledalo (atorgat per UL AGRFT - Acadèmia de Teatre, Ràdio, Cinema i Televisió), i el 2014 el "Premi a la millor pel·lícula eslovena" per la pel·lícula Plavanje (atorgat pel FEKK - Festival Internacional de Curtmetratges de Ljubljana). El seu curt Sisters va guanyar el premi del jurat al millor curtmetratge a la XXVI Fire!! Mostra Internacional de Cinema Gai i Lesbià.
Ha dirigit tots els seus propis vídeos i vídeos del projecte Napravi mi dete, així com vídeos de les cançons "Meduze" i "Anakonda"els vídeos del grup de hip-hop de Kamnik Matter i el vídeo de la cançó indie electrònic "Among the Lull" del projecte YGT (aleshores anomenats Your Gay Thoughts),per la cançó "Umru zate" del grup indie rock de Novo Mesto MRFY i pel grup Senidah Mišići, Piješ i Viva Mahalla.

## Discografia
Àlbums d'estudi
- Katarina (2019)

## Filmografia
Directora
| Títol            | Data | Autor              | Notes                                                                       |
| ---------------- | ---- | ------------------ | --------------------------------------------------------------------------- |
| "Palma"          | 2015 | КУКЛА              | A continuació, com a part del projecte Napravi mi dete                      |
| "Meduze"         | 2015 | Matter             | [ 8 ]                                                                       |
| "Among the Lull" | 2015 | Your Gay Thoughts  | [ 10 ]                                                                      |
| "Jate"           | 2016 | Nina Bulatovix     | [ 12 ]                                                                      |
| "Flow"           | 2016 | Matroda            | [ 13 ]                                                                      |
| "Anakonda"       | 2016 | Matter feat. КУКЛА | Na YouTubu je izvajalec še vedno naveden kot "Matter feat. Napravi mi dete" |
| "Crne oči"       | 2017 | КУКЛА              | [ 14 ]                                                                      |
| "Astronaut"      | 2018 | КУКЛА              | [ 15 ]                                                                      |
| "Armine"         | 2018 | КУКЛА              | [ 16 ]                                                                      |
| "Umru zate"      | 2018 | MRFY               | [ 11 ]                                                                      |
| "ljubavjebolest" | 2018 | КУКЛА              | [ 17 ]                                                                      |
| "Šibedah"        | 2019 | КУКЛА              | [ 18 ]                                                                      |
| "Mišići"         | 2019 | Senidah            | [ 19 ]                                                                      |